# 自動車アセスメント (日本)
自動車アセスメント（じどうしゃアセスメント）は、日本で実施されている自動車の安全性の評価。アメリカで実施されているNCAPの日本版であることから、JNCAPとも呼ばれる。

## 概要
1995年以降の毎年度、日本で市販されている自動車の安全性を評価して結果を公表している。アメリカで実施されているNCAPを参考としてユーザーの安全な車選びの補助と安全な車の普及促進を目的として開始された。
実施主体は、開始当時は自動車事故対策センター、その後自動車事故対策機構（NASVA）に改組された。テスト車両は、公平を期するため職員が身分を隠し一般ユーザーとしてカーディーラーから購入し、調達している。
評価結果をまとめたパンフレットはNASVA支所、国土交通省運輸支局及び検査登録事務所等で配布されている。

## 評価項目

### 自動車アセスメント
乗員保護性能評価（100点満点）、歩行者保護性能評価（100点満点）及びシートベルトリマインダー評価（8点満点）の合計208点満点で5段階評価を行う。
- 乗員保護性能評価

フルラップ前面衝突試験、オフセット前面衝突試験、側面衝突試験、後面衝突頚部保護性能試験を行う。
- 歩行者保護性能評価

歩行者頭部保護性能試験、歩行者脚部保護性能試験を行う。
- シートベルトリマインダー評価

乗員がシートベルトを装着していない時に、運転者等に知らせる装置（パッセンジャーシートベルトリマインダー：PSBR）の装備状況を確認し、装置の作動要件の確認を行う。

### 予防安全アセスメント
衝突被害軽減ブレーキと車線逸脱防止支援システムの性能評価を行う。衝突被害軽減ブレーキで最高32点満点、車線逸脱防止支援システムで最高8点満点で、合計40点満点となる。合計点数が2点以上の車は「ASV」、合計点数が12点以上の車は「ASV+」として認定される。
衝突被害軽減ブレーキの試験は、試験車を10～60km/hで模擬車両（ターゲット）に後方から接近させ、被害軽減ブレーキの作動試験する。ターゲットが止まった状態での試験と、20km/h で走行している場合の2種類があり、警報またはブレーキの作動により衝突を回避した場合、あるいは衝突した場合でも、衝突前にどのくらい速度が低下していたかに応じて得点が与えられる。
車線逸脱防止支援システムの試験は、試験車を60km/hまたは70km/hで走らせ、道路の白線からはみ出したときに警報を発するか試験し、警報を開始した速度が低い方が高い得点が与えられる。
試験はメーカからの委託試験依頼により実施される場合があり、必ずしも代表的グレードが選定されているとは限らない。また、試験条件はオイル、ガソリン、工具などを搭載した状態+200kgであり、定員乗車した車両総重量ではないため、乗車定員の多い車種では注意が必要である。

### チャイルドシートアセスメント
ユーザーがチャイルドシートを取り付ける際、確実に取り付けられるように配慮されているかなどを判定する。

## 評価の公表まで
年度単位で、評価結果が公表される。
1. 自動車事故対策機構が試験車種を決定。
  - 試験する車種は、日本で発売されていて販売台数が多い（予想も含む）モデルの中で、過去に評価されていないものを主体に選ばれる。この時、メーカーが希望した場合には、メーカーの費用負担で試験するモデルを追加することができる。
2. 評価試験
3. 公表
  - 試験結果を手順に従い評価した結果を公表する。モデルチェンジ等でユーザーが入手不可能となったモデルは公表が中止される。

## 年表
自動車事故対策センター
- 1995年度 自動車アセスメント開始

評価項目は、フルラップ前面衝突試験とブレーキ性能試験。フルラップ前面衝突試験は4段階評価、ブレーキ性能試験は停止距離で評価されて、公表された。8社のメーカーから、排気量1,500ccクラスの小型乗用車が1モデルずつ選ばれた。
- 1996年度 フルラップ前面衝突試験の評価が6段階に変更。前年度の評価も6段階（AAA~D）に変更されて公表された。
- 1999年度 側面衝突試験が項目に追加。評価は5段階（A~E）で公表。
- 2000年度 オフセット前面衝突試験が項目に追加。衝突安全性能試験の評価方法が変更されると共に、★の数の6段階で公表。

自動車事故対策機構
- 2003年度 歩行者頭部保護性能試験が項目に追加。評価は5段階で公表される。
- 2014年度 予防安全性能アセスメントが開始される。

## 自動車アセスメントグランプリ賞
- 2007年：トヨタ・エスティマ
- 2008年：スバル・インプレッサ
- 2009年：トヨタ・アルファード、トヨタ・ヴェルファイア（これら2車種は姉妹車関係で同時受賞）
- 2010年：スバル・レガシィ
- 2011年：該当車なし（日産・エルグランドが衝突安全性能試験の結果が最も評価が高かったが、歩行者頭部保護性能試験の結果が4だったため）